# 블랙폰 (영화)
《블랙폰》(영어: The Black Phone)은 2021년 개봉한 미국의 초자연 공포 영화이다. 조 힐의 단편 소설 "The Black Phone"(→검은 전화기)를 원작으로 스콧 데릭슨 감독이 연출하고 각본을 썼다.
평단으로부터 대체로 좋은 평가를 받았다.
속편 《블랙폰 2》가 2025년 10월 17일 개봉 목표로 제작 중이다.

## 줄거리
1978년 콜로라도주 덴버. 13살 소년 피니는 가학적인 연쇄 아동 납치 살해범 "더 그래버"에게 유괴되어 완전 방음이 설비돼있는 지하실에 갇힌다.
그러나 지하실 벽에 붙어있는 로터리 다이얼식 검은색 전화기가 전화선이 연결되어있지 않음에도 저절로 울리더니 그래버에게 목숨을 잃은 피해자들의 목소리가 피니에게 들리기 시작한다. 그래버에게 희생된 영들은 자신들에게 일어났던 일이 피니에게만큼은 절대로 일어나지 않게 할 생각이다.

## 출연
- 메이슨 세임스 - 피니 블레이크 역
- 매들린 맥그로 - 궨 블레이크 역
- 이선 호크 - "더 그래버" 역
- 제러미 데이비스 - 테런스 블레이크 역
- E. 로저 미첼 - 라이트 형사 역
- 트로이 루더실 - 밀러 형사 역
- 제임스 랜슨 - 맥스 역
- 뱅크스 러페타 - 그리핀 역